# Johann Gottfried Wilhelm Palschau
Johann Gottfried Wilhelm Palschau (* 21. Dezember 1741 vermutlich in Kopenhagen; † 5. Julijul. / 17. Juli 1815greg. in Sankt Petersburg) war ein deutscher Pianist und Komponist.

## Leben
Palschau war der Sohn eines Musikers aus Holstein, der Mitglied der Königlichen Kapelle Kopenhagen war. Schon früh unternahm er ausgedehnte Konzertreisen und trat 1754 in London und 1761 in Hamburg auf. Um 1771 nahm er Unterricht bei Johann Gottfried Müthel in Riga. 1777 ließ er sich in Sankt Petersburg nieder. 